# Белокопитово
Белокопитово е село в Североизточна България. То се намира в община Шумен, област Шумен.

## География
Белокопитово отстои на 11 km от областния център Шумен. Освен с града, селото граничи със землищата на Панайот Волово, Струйно, Градище и Лозево. Релефът е предимно равнинен, като селото е разположено по северния склон на Шуменското плато. Белокопитово се намира на пътния възел между Европейски път Е772 и Европейски път Е70 в участъкът между направленията Варна – София – Букурещ. На 3 август 2015 г. е открит за движение участъкът Панайот Волово-Белокопитово от АМ „Хемус“ – от km 337+302 до km 342+200.

## История

### Античност и Средновековие
Счита се, че в северозападна посока от днешното селище в местността, известна като „Тодор бунар“, е съществувало праисторическо и ранносредновековно поселение. По време на спасителни археологически проучвания е установено, че обектът е обитаван по време на късната бронзова епоха и средновековието.

### Ново време
През османския период от 1865 до 1880 година селото е с черкезко население, намира се в местността „Бобищата“ и носи името Кауклии. Съществуват две предположения за произхода на това название – от черкезкото племе кауци или от османската дума каук, означаваща „чалма“. През втората половина на XIX век селото се е състои от около 20 черкезки семейства и от две семейства на българи – тези на Иванчо Графа и дядо Тодор. Според устната традиция Иванчо Графа разработва хан на пътя Шумен-Русчук, наричан Кауклъ аанъ, като ханджията Иванчо съхранявал и пренасял парите на местни търговци. Според легендата, другият българин в селото дядо Тодор дори бил войвода на хайдушка дружина и направил чешма с каменни корита, наречена Тодор бунар. 
След Руско-турската война през 1877 – 1878 г. и едва месеци след Берлинския конгрес в крепостта Шумен влиза генерал Сергий Белокопитов. Той минава през село Кауклии на 5/17 юли 1878 г. на път за Шумен и в тази връзка селището днес носи неговото име. Съгласно клаузите на Берлинския договор от 1878 г. черкезите се изселват от Българско.

## Население
Численост на населението според преброяванията през годините:
| \| Година на преброяване \| Численост \| \| --------------------- \| --------- \| \| 1934 \| 372 \| \| 1946 \| 373 \| \| 1956 \| 382 \| \| 1965 \| 343 \| \| 1975 \| 326 \| \| 1985 \| 250 \| \| 1992 \| 211 \| \| 2001 \| 209 \| \| 2011 \| 145 \| \| 2021 \| 194 \| |           |
| Година на преброяване | Численост |
| 1934 | 372       |
| 1946 | 373       |
| 1956 | 382       |
| 1965 | 343       |
| 1975 | 326       |
| 1985 | 250       |
| 1992 | 211       |
| 2001 | 209       |
| 2011 | 145       |
| 2021 | 194       |

### Етнически състав

#### Преброяване на населението през 2011 г.
Численост и дял на етническите групи според преброяването на населението през 2011 г.:
|                     | Численост | Дял (в %) |
| Общо                | 145       | 100.00    |
| Българи             | 140       | 96,55     |
| Турци               | 0         | 0,00      |
| Цигани              | 0         | 0,00      |
| Други               | 0         | 0,00      |
| Не се самоопределят | 0         | 0,00      |
| Неотговорили        | 5         | 3,44      |

## Редовни събития
- 28 август – празник на селото

## Личности
- Христо Герчев, учител в селото, 1901 – 1902;
- Иван Абаджиев, Треньор на България за ХХ век, живял в селото след пенсионирането си.